# 洛林·克羅斯比
洛林·克羅斯比（英語：Lorraine Crosby，1960年11月27日—），又名大聲夫人（Mrs. Loud），是一名來自英國泰恩河畔紐卡素的創作歌手，她的代表作莫過於為歌手肉卷（Meat Loaf）的1993年專輯《我願意為愛付出一切（但我不會那樣做）》當女主唱。她的首張個人專輯《大聲夫人》于2008年發行。

## 早年生活
洛林於1960年在英格蘭東北區域的城市泰恩河畔紐卡素出世，父親在她的兩歲時車禍喪生，遺下她與三名兄弟姊妹由母親一人獨力撫養。她在當地的學校求學，課餘參加學校的合唱團、教堂的聖詩班和在管弦樂團中演奏小提琴，直到20歲才開始以歌唱為事業。

## 與肉卷及吉姆·斯坦曼的合作
早於1980年代，受到蒂娜·特纳所啟發，她在紐卡素結他店的留言板上看看有沒有樂隊尋找歌手，與幾個樂隊合作過之後，她自組樂隊作巡迴演出，為英軍及美軍演奏。
她在紐卡素遇到音樂人斯圖爾特·艾默生，他們一起寫歌，而且成為情侶。在1990年代初期，她將與斯圖爾特一起創作的音樂演示寄給創作歌手音樂監製吉姆·斯坦曼，二人隨即與吉姆在紐約會面，及後決定移居洛杉磯。吉姆成為他們的經理人，並安排他們與肉卷（Meat Loaf）合作。到訪位於日落大道的錄音室期間，她獲邀為《我願意為愛付出一切（但我不會那樣做）》一曲試音，其他的試音歌手包括：雪兒、梅莉莎·埃瑟里奇和邦妮．泰勒。最後她打敗了其餘三人，該歌曲亦成為大熱，榮登28個國家音樂榜的榜首。但是由於洛林當時只是新人，她沒有獲分派版稅，該唱片更加沒有展出她的名字，只稱她為大聲夫人，她甚至沒有演出音樂視頻的份兒。

## 獨立發展
2005年，她參加了英國電視音樂選秀節目《X音素》，並晉身至第二圈。
2008年推出首張個人專輯《大聲夫人》。